# Crimla
Crimla  est une commune allemande de Thuringe située dans l'arrondissement de Greiz. 

## Géographie

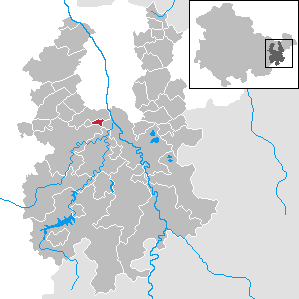
Situation de la commune (en rouge) dans l'arrondissement

Crimla est située dans le nord de l'arrondissement de Greiz, à 3 km au nord-ouest de Weida et à 22 km au nord de Greiz, le chef-lieu de l'arrondissement.
Crimla est administrée par la ville voisine de Weida.

Communes limitrophes (en commençant par le nord et dans le sens des aiguilles d'une montre) : Zedlitz, Wünschendorf-sur-Elster, Harth-Pöllnitz et Weida.

## Histoire
La première mention de Crimla date de 1287.
Le village a fait partie du Grand-duché de Saxe-Weimar-Eisenach] (cercle de Neustadt) jusqu'en 1920 où elle rejoint le nouveau land de Thuringe et l'arrondissement de Gera.. 
La commune est occupée par les troupes américaines en avril 1945 et remise à l'Armée rouge en juillet de la même année. Elle est alors incluse dans la zone d'occupation soviétique. En 1949, elle est intégrée à la République démocratique allemande (district de Gera).
Crimla a formé avec l'ancienne commune de Harth une communauté d'administration jusqu'en 1995 où elle est redevenue indépendante.

## Démographie
| 1910 | 1933 | 1939 | 1995 | 2000 | 2005 | 2010 |
| ---- | ---- | ---- | ---- | ---- | ---- | ---- |
| 406  | 437  | 462  | 332  | 345  | 322  | 283  |

## Communications
Crimla se trouve à 1,5 km de la nationale B92 Gera-Greiz.